# Fantasythema's
Het fantasygenre kent een flink aantal thema's, die in talloze fantasyverhalen verwerkt zijn. Deze thema's hebben te maken met de personages, de verhaallijnen, de fantasywereld en dergelijke. Ze zijn kenmerkend voor het genre en alle schrijvers van fantasyverhalen maken er gebruik van.
De belangrijkste fantasythema's zijn:

## De held en zijn bestemming
De fantasyheldDe meeste fantasyverhalen draaien om de lotgevallen van een centrale held (of heldin) en een variërend aantal personages die met hem verbonden zijn. Hiernaast zijn er vaak ook andere helden aan te wijzen, die een speciale rol binnen het verhaal vervullen. Een enkele maal komt het voor dat er meerdere centrale helden zijn. Er zijn verschillende soorten helden te onderscheiden, zoals 'koninklijke helden', 'krijgerhelden', 'eenvoudige helden', 'magische helden', en dergelijke.
Bijvoorbeeld: In In de ban van de ring is Frodo Balings een centrale 'eenvoudige held', en is Aragorn een andere 'koninklijke held' die een speciale rol speelt in het verhaal. En in de Harry Potter boeken is Harry overduidelijk de centrale 'magische held'.
De bestemming van de heldDe held wordt vrijwel altijd de held op het moment dat hij een belangrijke taak op zich neemt. Het vervullen hiervan wordt zijn bestemming in het verhaal. Deze bestemming kan vanaf het begin duidelijk zijn, maar het kan ook zijn dat zowel de held als de lezer deze bestemming gedurende het verhaal moet ontdekken. Fantasyverhalen kennen verschillende bestemmingen, zoals 'de duistere macht verslaan', 'een legendarisch zwaard bemachtigen', 'koning worden', en dergelijke.
Bijvoorbeeld: In In de ban van de ring moet Frodo de Ene Ring vernietigen (zijn bestemming) om de duistere macht te verslaan. En in de Harry-Potterboeken moet Harry heer Voldemort verslaan (zijn bestemming) om diens duistere macht te breken.
De voorspellingen van de heldVaak zijn er voorspellingen of visioenen verbonden aan de komst van de held en zijn bestemming. Het betreft meestal oude onduidelijke teksten die (half) vergeten zijn en de held enig inzicht geven in zijn taak. Ook komt het voor dat bepaalde personages, die meestal magische eigenschappen bezitten, visioenen krijgen over de held en zijn bestemming.
Bijvoorbeeld: In In de ban van de ring krijgt Boromir een droom waarin hij hoort dat Isildurs Bane zal 'herleven' en dat de Halfling de daad zal stellen. En een grote rol in Het Rad des Tijds van Robert Jordan spelen 'de voorspellingen van de draak'.
De vlucht van de heldVaak moet de held aan het begin van het verhaal vluchten uit een idealistische geboorteomgeving, omdat deze bedreigd wordt door een kwade macht zolang de held daar verblijft. Deze bedreiging komt doordat de held of van een onbekende koninklijke komaf is of een onbekende magische macht bezit, of een machtig voorwerp bezit of een onbekende 'voorspelde' taak tegen het kwaad te vervullen heeft.
Bijvoorbeeld: In In de ban van de ring moet Frodo Balings de Gouw verlaten omdat hij de Ene Ring bezit, en in Het Rad des Tijds ontvlucht Rhand Altor het vredige Emondsveld omdat hij een voor hem onbekende magische macht bezit.
De 'queeste' van de held (of de speurtocht of taak van de held)de held moet om zijn bestemming te vervullen vaak een queeste ondernemen. Het doel hiervan is of om raad te krijgen, of een kwaadaardig personage te verslaan, of een machtig voorwerp te zoeken, vernietigen, of maken. Tijdens de queeste beleeft de held een aantal avonturen, die voortkomen uit enerzijds de gevaarlijke omgeving waardoor de held reist, en anderzijds door de kwade macht die de held tracht te beletten om zijn taak uit te voeren. De kwade macht is vrijwel altijd niet geheel op de hoogte van het exacte doel van de queeste.
Bijvoorbeeld: In In de ban van de ring moet Frodo de Ene Ring vernietigen en moet Aragorn zijn koningschap opeisen. En in De Magiër van Raymond E. Feist verlaten zowel Puc als Thomas het hof van Scheiborg om steun en raad te zoeken in de stad Krondor.

## De helpers van de held
De helpers van de heldDe held krijgt tijdens zijn queeste hulp van vrienden en personen die bereid zijn om het te helpen met zijn taak, omdat zij zich betrokken voelen bij het doel van de queeste. Het zijn vaak personen uit zeer uiteenlopende volkeren met zeer uiteenlopende karakters, die allen een bepaald doel dienen binnen het gezelschap, zoals leiding geven, oprechte vriendschap bieden, strijden, contacten leggen met bepaalde volkeren, redding brengen, anderen waarschuwen, afleiding geven, e.d.
Bijvoorbeeld: In In de ban van de ring wordt Frodo geholpen door de tovenaar Gandalf, de mensen Aragorn en Boromir, de Elf Legolas, de Dwerg Gimli en zijn drie Hobbitvrienden. En in De Kronieken van Belgarion van David Eddings verzamelt de jonge Garion verschillende personen rond zich om hem bij te staan tijdens zijn taak.
De wijze helperDe held wordt zeer vaak begeleidt door een 'wijze helper' of tovenaar, die meestal meer weet van de taak die de held te vervullen heeft. De wijze helper vertelt de held over zijn taak, bestrijdt het kwaad dat 'de nog onwetende' held bedreigt, zorgt dat de held zijn taak op zich neemt, helpt de held zijn taak te vervullen, en brengt vrijwel altijd hier een zwaar offer voor (meestal de dood).
Bijvoorbeeld: In In de ban van de ring ontdekt de tovenaar Gandalf de waarheid omtrent de toverring die Frodo van zijn oom Bilbo Balings gekregen heeft. En Harry Potter heeft natuurlijk Perkamentus om hem te begeleiden.
De essentiële helpersde held heeft enkele (meestal twee) essentiële helpers of trouwe vrienden nodig om zijn taak te volbrengen. Deze personages bezitten eigenschappen of machten die essentieel zijn voor het eindresultaat hiervan, en die de held niet of onvoldoende bezit. Er is een sterke band tussen de held zijn vrienden, die ervoor zorgt dat de vrienden zwaar op de proef worden gesteld; ze moeten of voor hen belangrijke personen en plaatsen in steek laten of hun grootste angsten overwinnen, of verraad plegen. De vrienden hebben veelal zeer tegengestelde karakters en komen vaak met elkaar in botsing of ze worden juiste de grootste vrienden.
Bijvoorbeeld: In In de ban van de ring heeft Frodo zowel zijn trouwe Sam Gewissies als diens tegenpool Gollem nodig om zijn taak te vervullen. En in de Harry Potter boeken heeft Harry zijn twee trouwe vrienden Ron Wemel en Hermelien Griffel steeds hard nodig om hem bij te staan.
De onverwachte helpersDe held krijgt op zijn reis of reizen vaak op onverwachte momenten en van vreemde personen of volkeren hulp. De held of essentiële helpers beschouwen deze personen of volkeren in eerste instantie als vijanden, door hun ruwe uiterlijk of vijandelijk gedrag. Maar als ze deze personen of volkeren beter leren kennen, en als deze personen of volkeren het (gehele of gedeeltelijke) belang van de queeste van de held begrijpen, blijken zij zeer nuttige vrienden te zijn, die de held helpen om zijn reis te vervolgen. Dit doen ze door met de held mee te gaan, of de kwade macht af te leiden, of een oorlog tegen de kwade macht te beginnen, of nuttige geschenken te geven, of de weg te wijzen, of raad te geven.
Bijvoorbeeld: In In de ban van de ring lijkt de ruwe 'Doler' Stapper in eerste instantie een vijand, maar Aragorn blijkt vervolgens een belangrijke helper van Frodo te worden. Ook Faramir en Gollem zijn onverwachte helpers tijdens de queeste van Frodo. Maar denk ook aan Sirius Zwarts uit Harry Potter, die geïntroduceerd wordt als een levensgevaarlijk ontsnapte gevangene uit Azkaban.

## De strijd van goed tegen kwaad
De strijd van goed tegen kwaadEen zeer belangrijk thema in de meeste fantasyverhalen is de strijd van goed tegen kwaad. Vaak is het het centrale thema en draait het om het 'ultieme' kwaad, maar soms is het ook een subthema. Het is bovenal hem meest bekritiseerde thema en de reden waarom veel fantasyboeken als 'zwarte-witte' verhalen zonder diepgang worden beschouwd. Feitelijk kennen de meeste fantasyverhalen ook veel 'grijs'-tinten.
Bijvoorbeeld: In In de ban van de ring draait het om de strijd van Saurons ultieme kwade macht tegen de coalitie van de vrije volkeren van Midden-aarde, en in Het Rad des Tijds leidt alles naar Tarmon Gai'don, de eindstrijd tegen de Duistere.
De terugkeer van het kwaadDe kwade macht is meestal een wederopstanding van een vorige kwade macht, die lang geleden door de samenwerking van zeer machtige volkeren of personen verslagen is. In de nieuwe strijd ontbreken vaak dergelijke zeer machtige volkeren of personen, en zal de kwade macht, zolang het slechts op een normale strijd aankomt, zonder meer overwinnen. Vaak moet de held daarom een andere manier vinden om de kwade macht te verslaan; bijvoorbeeld een superieur wapen in de eindstrijd zien te vinden.
Bijvoorbeeld: In In de ban van de ring is Sauron in een ver verleden verslagen door een Laatste Bondgenootschap van Mensen en Elfen. De teruggekeerde macht kent feitelijk niet zo'n sterke tegenstander. In de Shannaraboeken van Terry Brooks gaat Shea op zoek naar het zwaard van Shannara om zo de herrezen Tovervorst te verslaan.
De verraderDe goede macht wordt vaak geconfronteerd met een verrader. Deze staat direct in dienst van de kwade macht, of wordt verleid door de kwade macht. Er zijn grofweg drie soorten verraders. Ten eerste is er de machtige verrader, die vaak in direct contact staat met de centrale kwade macht, die hij op zijn beurt ook weer deels verraad door eigenzinnig optreden en het nastreven van eigen doeleinden. Ten tweede zijn er de meeloperes van de kwade macht, die meestal maar zijdelings in contact staan met de vijandige macht en vaak worden gebruikt als spionnen. Ten derde zijn er de eigenzinnige verraders, die slechts uit eigenbelang handelen. De laatste zijn meestal direct herkenbaar, maar doordat deze personen tevens nuttig zijn, blijven zij meestal toch deel uitmaken van de goede macht.
Bijvoorbeeld: In In de ban van de ring is Saruman een machtige verrader, is Gríma Slangtongen meeloper van de kwade macht en is Gollem een eigenzinnige verrader. En in Kushiëls pijl van Jacqueline Carey is Melisande Shahrizai de centrale verraadster.

## Magie en tovenaars
De magische macht om het kwaad te verslaanIn vrijwel alle fantasyfictie wordt gebruikgemaakt van magische krachten, vaak om een ultiem kwaad te verslaan. Al wordt veelal benadrukt dat het kwaad nooit met alleen magie verslagen kan worden; meestal zijn vriendschap en vastberadenheid even belangrijk. De magische kracht kan allerlei vormen hebben, van een magisch zwaard tot de kennis van magische spreuken. Bij belangrijke personages heeft de magische kracht vaak iets te maken met de bestemming van de bepaalde persoon; bijvoorbeeld het verslaan van het kwaad.
Bijvoorbeeld: In In de ban van de ring krijgt Frodo een magische ring in handen, die hij moet vernietigen om het kwaad te verslaan. En in Harry Potter zet Harry zijn magische krachten voortdurend tegen het kwaad in.
Tovenaars, heksen en magische wezensIn veel fantasyfictie spelen personen, genootschappen en/of wezens die een magische kracht hebben een grote rol. Deze magische kracht is aangeboren (meestal bij magische wezens) of aangeleerd (voornamelijk bij tovenaars, heksen en magische genootschappen) en zowel het gebruik van de kracht als het doel van de kracht kunnen zeer verschillen. Zo zijn er zowel goede heksen als kwade heksen.
Bijvoorbeeld: In In de ban van de ring is Gandalf een goede tovenaar die als Maia een aangeboren kracht heeft en deze spaarzaam gebruikt, veelal in de vorm van een toverspreuk. En om Het Rad des Tijds van Robert Jordan zijn de Verzakers kwaadaardige personen die de Ene Kracht kunnen geleiden en deze aangeboren magische kracht op vele manieren inzetten.
De tovenaarsleerling en de toverschoolEen ander thema dat in veel fantasyfictie een rol speelt is de opleiding tot magisch persoon. Er zijn hierbij twee kenmerkende variaties: ten eerste is er de wijze helper die de jonge held stuurt en helpt om diens krachten te beheersen en in te kunnen zetten tegen het kwaad. En ten tweede is er de complete tovenaarsschool, inclusief de vele normale aspecten van een school, waar de jonge held samen met anderen leert toveren.
Bijvoorbeeld: In De Kronieken van Belgarion van David Eddings wordt de jonge Garion onderwezen in de magie door de beroemde tovenaar Belgareth. En in de Aardzee-boeken van Ursula LeGuin ontvangt de held zijn opleiding op een tovenaarsschool, waar hij vrienden en vijanden maakt.
Magische voorwerpenEen ander belangrijk magisch thema is het magische voorwerp, zoals ringen, zwaarden, kijkstenen en dergelijke. Dit zijn soms magische gebruiksvoorwerpen die terloops voorkomen in het boek, maar in veel fantasyfictie zijn er ook enkele voorwerpen die een belangrijke rol spelen in het verhaal, zowel goed als kwaad. Zo is de queeste van de held is vrij vaak een speurtocht naar een voorwerp, dat van essentieel belang is voor het behoud van de wereld.
Bijvoorbeeld: In In de ban van de ring moet Frodo de Ene Ring (een essentieel magisch voorwerp) vernietigen, en kijkt Saruman in de Palantír (een terloops gebruikt magisch voorwerp) om contact te maken met Sauron. En in De Kronieken van Belgarion van David Eddings draait alles om de speurtocht naar de gestolen magische Orbus van Aldur.

## Wezens en volkeren
Mensen en mensachtigenHoewel veel fantasyfictie talloze wezens en volkeren kent zijn de hoofdpersonages meestal mensen of mensachtigen, die sterke overeenkomsten vertonen met de hedendaagse westerse mensen. Bij veel fantasyfictie ontdekken de lezers de fantasy wereld uit de ogen van deze personages. Mensachtigen zijn ofwel mensen met bovennatuurlijke krachten, die vaak ook langer leven, ofwel het is een niet-menselijk volk met veel menselijke trekken.
Bijvoorbeeld: In In de ban van de ring speelt het mensachtige volk van de Hobbits een grote rol, en bekijkt de lezer de wereld Midden-aarde grotendeels door de ogen van enkele Hobbits. En in Harry Potter wordt de jonge lezer een aantal jonge menselijke helden gegeven om zich mee te identificeren.
Elfen en elfachtigenIn heel wat fantasyfictie spelen elfen en elfachtigen (magische woudwezens) een rol. Meestal is dit een volk dat de held tegenkomt op zijn reis door de fantasywereld. De rol van deze wezens kan positief zijn (in de vorm van hulp), negatief zijn (gevangenschap) en/of magisch en mysterieus. Met name door het werk van J.R.R. Tolkien is er een nieuw veelvoorkomend beeld van elfen ontstaan. Traditioneel zijn het magische, speelse, ondeugende, en gevaarlijke woudwezens, maar in de meeste huidige fantasy zijn elfen verheven, magische, en mysterieuze wezens met lange levens. De nieuwe elfachtigen zijn dan ook meer engelachtige wezens.
Bijvoorbeeld: In In de ban van de ring spelen de verheven, mysterieuze Elfen en Halfelfen voortdurend een helpende rol, en in de boeken van Raymond E. Feist komen naast dit soort elfen ook duistere elfen voor.
Dwergen en dwergachtigenEen ander fictief volk dat meestal in grote lijnen eenzelfde rol in het fantasy verhaal speelt als de elfen zijn de dwergen en dwergachtigen. Het is een moedig en klein bergvolk dat meestal hulp biedt aan de held, maar dat soms ook kwaadaardig is. Mede in navolging van J.R.R. Tolkien worden dwergen vaak tegenover elfen gezet, als 'vijandige vrienden'.
Bijvoorbeeld: In In de ban van de ring is de relatie tussen de Elfen en Dwergen (Legolas en Gimli) een neventhema waaraan aandacht besteed wordt, terwijl het niet direct van belang is voor het verhaal en de hoofdpersonages. Ook in de boeken van Tad Williams spelen de krachtige en vindingrijke dwergen een belangrijke, helpende rol.
Magische wezensDe meeste fantasywerelden worden tevens bevolkt door een aantal magische wezens, die soms goedaardig, soms kwaadaardig, maar meestal neutraal zijn. Bijvoorbeeld: Draken, Trollen, Demonen, Adelaars, Eenhoorns, Spinnen, Wolven (en wolfachtigen), Olifanten (en olifantachtigen), maar ook mensen die soms de gedaante van een dier aan nemen, of mensachtigen met een totaal ander uiterlijk. De meeste van deze wezens worden gebruikt door kwade of goede krachten, maar enkele opereren betrekkelijk zelfstandig.
Bijvoorbeeld: In de boeken van Tolkien zijn kwaadaardige Trollen te vinden (die meestal worden gestuurd door de kwade macht van Mordor), er zijn kwaadaardige Draken te vinden (die betrekkelijk zelfstandig opereren) en goedaardige Adelaars (die ook betrekkelijk zelfstandig opereren). Wolven zijn in Tolkiens werk met name kwaadaardig (de Wargs), en in het werk van Hobb en Jordan met name goedaardig.
Kwaadaardige wezensHet grootste deel van de strijdkrachten van de kwade macht bestaat meestal afzichtelijke beestmensen. Deze kwaadaardige wezens worden orks, aardmannen, Trolloks, en dergelijke genoemd. Het zijn wezens die meestal door het kwaad gemaakt zijn en de kwade macht onvoorwaardelijk gehoorzamen. Ze hebben geen eigen wil en slechts weinige individuen worden in fantasyfictie beschreven. Naast deze wezens maakt de kwade macht gebruik van de vier hierboven genoemde wezens.
Bijvoorbeeld: In de boeken van Tolkien zijn de door Morgoth gemaakte Orks (en al hun soorten) de belangrijkste kwaadaardige wezens en in Het Rad des Tijds worden zij Trolloks genoemd, en krijgen ze een meer dierlijk uiterlijk.

## De fantasywereld
Landen en volkerenEen belangrijk onderdeel in veel fantasyfictie is de fantasywereld; dit is meestal een volledig eigen imaginaire wereld, maar kan soms ook een (verborgen) imaginaire wereld binnen de werkelijke wereld zijn. Bij het eerste is vrijwel altijd sprake van een uitgewerkte wereld (inclusief een landkaart) met verschillende landen of streken, die alle een bepaald bestuur hebben, en waarin bepaalde volkeren wonen. Hieraan wordt soms veel aandacht gegeven. Bij het tweede wordt de nadruk meestal met name gelegd op de verschillen tussen de twee werelden.
Bijvoorbeeld: In de boeken van Tolkien heeft de wereld Midden-aarde een vorm, en kent vele landen en streken, van het land Gondor tot een streek als de Dode Moerassen. En in Het Rad des Tijds komen we veel te weten over onder andere het bestuur van een land als Andor, en de landstreek waarin het nomadenvolk de Aiel wonen.
Plaatsen (steden, bossen, rivieren e.d.)De aandacht voor de totale fantasywereld kent ook een gedetailleerdere aandacht voor bepaalde plaatsen van die wereld, zoals steden, dorpen, bossen, vlaktes, bergen, rivieren, zeeën, en dergelijke. Deze kan soms zeer van belang zijn als een verhaal zich er afspeelt of als bepaalde personages verbonden zijn met deze plaatsen. Vaak blijven het echter ook namen op een landkaart waar we weinig meer over te weten komen.
Bijvoorbeeld: In de boeken van Tolkien wordt veel aandacht besteed aan de Gouw, de geboortestreek van de Hobbithelden Bilbo en Frodo. Tolkien beschrijft de natuur en Hobbitwoningen in Hobbitstee zeer uitgebreid, en heeft zelfs aandacht voor kleine wegen en dergelijke. En in Het Rad des Tijds wordt ruim de aandacht gevestigd op de structuur van verschillende steden.
Genootschappen, organisaties en bendesEen ander belangrijk aspect binnen de fantasywereld waar vaak veel aandacht aan besteed wordt zijn vaak bepaalde genootschappen, organisaties en bendes. Deze houden zich meestal niet aan landsgrenzen en komen bij vele volkeren voor. Ze kunnen goedaardig, kwaadaardig of neutraal zijn, geheimzinnig, magisch of strijdend.
Bijvoorbeeld: In Het Rad des Tijds wordt veel aandacht geschonken aan de genootschappen of organisaties van de Aes Sedai en de Kinderen van het Licht. En George R.R. Martin voert de geheimzinnige Bende van Mans Roover ten tonele.
GeschiedenisTen slotte speelt ook het verleden van de fantasywereld een grote rol binnen de tijd waarin de verhalen afspelen. Er zijn meestal veel dingen gedurende de geschiedenis veranderend, ten goede en ten kwade, en de meeste fantasyauteurs besteden hier aandacht aan om dingen te verklaren en de wereld een grotere realiteit mee te geven.
Bijvoorbeeld: In In de ban van de ring van Tolkien worden voortduren verhalen uit het verleden verteld, met name door de wegtrekkende Elfen. Tolkien zelf vond het verleden van zijn wereld ook erg belangrijk en werkte zijn leven lang aan de ontstaansgeschiedenis van zijn fantasywereld en haar volkeren (zie ook: de Silmarillion).